# Arló
Arló là một làng thuộc hạt Borsod-Abaúj-Zemplén, Hungary. Làng này có diện tích 46,87 km², dân số năm 2010 là 3689 người, mật độ 79 người/km².